# Karl Heinz Bartels

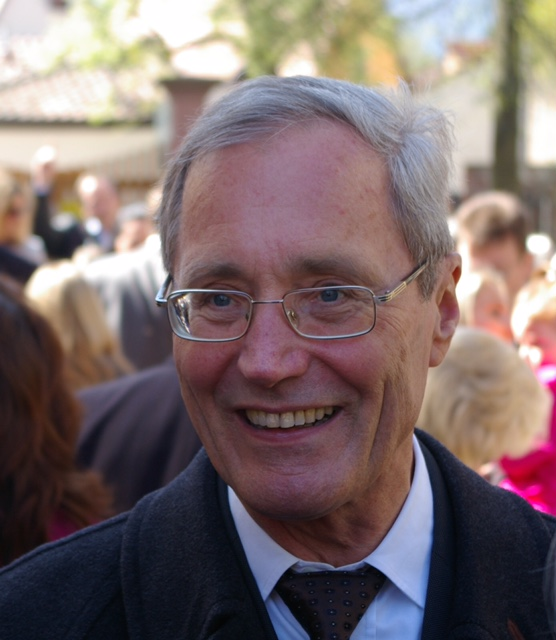
Karl Heinz Bartels, 2010

Karl Heinz Bartels, in Druckwerken auch Karlheinz Bartels (* 6. November 1937; † 17. Juli 2016) war ein deutscher Apotheker, Pharmaziehistoriker und Heimatforscher.

## Leben
Bartels studierte Pharmazie an der Albert-Ludwigs-Universität Freiburg. Mit einer Doktorarbeit bei Rudolf Schmitz an der Philipps-Universität Marburg promovierte er im Fach Pharmaziegeschichte zum Dr. phil. Er wirkte in Lohr am Main von 1965 an als Inhaber der elterlichen Marien-Apotheke, die er im Jahr 2005 an seine Tochter übergeben konnte.

## Pharmaziegeschichte
Seine pharmaziegeschichtliche Qualifikation schlägt sich in annähernd einhundert Veröffentlichungen und Vorträgen nieder. Bis 2004 hielt er mehrere Lehraufträge an den pharmazeutischen Instituten der Johann-Wolfgang-Goethe-Universität Frankfurt am Main (1972–1993) und der Julius-Maximilians-Universität Würzburg (1973–2004).

## Heimatgeschichte
Sein heimatgeschichtliches Interesse zeigt sich in einer großen Zahl von Veröffentlichungen über die Lohrer und Neustadter Geschichte.

## Märchen
Am 13. April 1985 veröffentlichte Bartels einen Artikel „Neue Erkenntnisse über Hänsel und Gretel“ im Main Echo/Lohrer Echo. 22 Jahre nach Hans Traxlers Buch „Die Wahrheit über Hänsel und Gretel“ von 1963, das schon am 7. Juli 1964 in „Der Spiegel“ als Mystifikation entlarvt worden war, tat Bartels so, als sei das immer noch der aktuelle Wissenstand über Hänsel und Gretel. Gleichzeitig gab er die Gründung eines Arbeitskreises Fabulologie, auf Basis der Erkenntnisse von Traxler, bekannt. Die historischen Vereine von Marktheidenfeld, Wertheim, Miltenberg und Aschaffenburg schlossen sich sofort an.
Große Aufmerksamkeit erreichte er 1986 mit seiner nächsten Veröffentlichung War Schneewittchen eine Lohrerin? - Zur Fabulologie des Spessarts in der Zeitschrift Schönere Heimat des Bayerischen Landesverein für Heimatpflege e.V. Ihr folgten 1990 sein 80-seitiges Buch Schneewittchen – Zur Fabulologie des Spessarts und 2012 dessen zweite Auflage mit 84 Seiten. In allen drei Veröffentlichungen stellte der passionierte Märchenfreund die These auf, dass Schneewittchen, wenn es tatsächlich gelebt habe, die 1729 geborene Lohrerin Maria Sophia Margaretha Catharina von Erthal gewesen sein müsste, die allerdings 1725 geboren wurde. Er „bewies“ dies auch im Wege der Deduktion, dem methodischen Kern seiner „Fabulologie des Spessarts“. 
Bartels beendete alle drei Veröffentlichungen augenzwinkernd mit der gleichen Aussage: „Somit ist mit Schrift und Bild belegt: Schneewittchen war eine Lohrerin! Vivat Fabulologia!!“
Heute gilt Bartels als Vater des „Lohrer Schneewittchens“. Im Mai 2016 verlieh ihm die Stadt Lohr am Main unter anderem auch für seine Schneewittchen-Geschichte die Ehrenbürgerschaft.

## Ehrungen
- Bundesverdienstkreuz am Bande (28. Januar 1991)[15]
- Mitglied der Academie Internationale d'histoire de la Pharmacie (1987)
- Verleihung der Schelenz-Plakette der Deutschen Gesellschaft für Geschichte der Pharmazie (2007)
- Ehrenbürgerschaft der Stadt Lohr am Main (12. Mai 2016)[16]

## Veröffentlichungen (Auswahl)
- Drogenhandel und apothekenrechtliche Beziehungen zwischen Venedig und Nürnberg. Frankfurt am Main 1966 (= Quellen und Studien zur Geschichte der Pharmazie. Band 8).
- Deutsche Apothekerbiographie. Band 1–2 und Ergänzungsbände 1–2. In: Wolfgang-Hagen Hein, Holm-Dietmar Schwarz (Hrsg.): Veröffentlichung der Internationalen Gesellschaft für Geschichte der Pharmazie. Stuttgart 1975–1986.
- Flurdenkmäler im ehemaligen Landkreis Lohr (= Schriften des Geschichts- und Museumsvereines Lohr. Band 10). Lohr 1977.
- mit Wolf-Dieter Jahncke: Medizin und Pharmazie in der Benediktiner-Abtei Neustadt a. Main (= Schriften des Geschichts- und Museumsvereines Lohr. Band 11). Lohr 1978.
- Neue Erkenntnisse über Hänsel und Gretel. Ein Beitrag zur Fabulologie des Spessarts und zum Jahr der Gebrüder Grimm. In: Main Echo – Lohrer Echo, 13. April 1985.
- War Schneewittchen eine Lohrerin? Zur Fabulologie des Spessarts. In: Schönere Heimat, Bayerischer Landesverband für Heimatpflege e.V. 75. Jahrgang, 1986, Heft 2, S. 392–396.
- Nürnberg und die Pharmazie. In: Pharmazeutische Zeitung. Band 132, 1987, S. 1612–1615.
- Schneewittchen. Zur Fabulologie des Spessarts. Buchhandlung von Törne, Lohr 1990, ISBN 3-9800281-4-3.
- Die Verbreitung der Nürnberger Pharmakopöe. In: Geschichte der Pharmazie. Band 44, 1992, S. 17–23.
- 350 Jahre Marien-Apotheke Lohr am Main 1650–2000 (= Schriften des Geschichts- und Museumsvereines Lohr am Main. Band 34). Lohr 2000.
- Das Apothekenwesen im östlichen Unterfranken, insbesondere im Hochstift Würzburg. In: Peter Dilg, Karl Heinz Bartels (Hrsg.): Pharmazie in Würzburg – historische und aktuelle Aspekte. Hrsg. im Auftrag der Deutschen Pharmazeutischen Gesellschaft. Berlin 2004 (= Stätten pharmazeutischer Praxis, Lehre und Forschung. Band 3), S. 18–53.
- Die Würzburger „Pharmakopöen“. In: Würzburger medizinhistorische Mitteilungen. Band 25, 2006, S. 75–112.
- Die Breslauer Medizin-Statuten aus der Mitte des 14. Jahrhunderts- In: Jahrbuch der schlesischen Friedrich-Wilhelms-Universität zu Breslau XLVII. Band 38, 2006/2007, S. 11–26.
- Schneewittchen. Zur Fabulologie des Spessarts  (= Schriften des Geschichts- und Museumsverein Lohr. Band 52). 2012, ISBN 978-3-934128-40-8.